# السهر (مذيخرة)

تعديل مصدري - تعديل

السهر محلة تابعة لقرية السنع، التابعة لعزلة حمير بمديرية مذيخرة إحدى مديريات محافظة إب في الجمهورية اليمنية.، بلغ تعداد سكانها 57 حسب تعداد اليمن لعام 2004.